# Louis Essen
Louis Essen (6 de septiembre de 1908 - 24 de agosto de 1997) fue un físico británico cuyos logros más notables fueron la medición precisa del tiempo gracias al diseño del primer reloj atómico, y la determinación de la velocidad de la luz. Condecorado con la Orden del Imperio Británico y Miembro de la Royal Society, se mostró crítico con la teoría de la relatividad de Albert Einstein, particularmente en relación con la dilatación del tiempo.

## Primeros trabajos
Nacido en Nottingham, Essen obtuvo su título en física por la Universidad de Londres en 1928, después de haber estudiado en la Universidad de Nottingham. Comenzó a trabajar en el Laboratorio Nacional de Física (NPL) el año siguiente, bajo la dirección de David William Dye, investigando el potencial de los diapasones y de los osciladores de cristal de cuarzo para la medición precisa del tiempo. Su investigación condujo a su desarrollo del reloj de anillo de cuarzo en 1938, que se convirtió en un estándar para la medición del tiempo en observatorios de todo el mundo.

## Medición de la velocidad de la luz
Durante la Segunda Guerra Mundial, Essen trabajó en el radar y desarrolló varios instrumentos, incluido el ondámetro. Fue este trabajo el que le sugirió la posibilidad de una medición más precisa de la velocidad de la luz. En 1946, en colaboración con A.C. Gordon-Smith, utilizó una cavidad de microondas, de dimensiones conocidas con precisión, y explotó su experiencia en la medición del tiempo para establecer la frecuencia de distintos modos normales de vibración. Como la longitud de onda de los modos se conocía a partir de la geometría de la cavidad y de las ecuaciones del electromagnetismo, el conocimiento de las frecuencias asociadas permitió el cálculo de la velocidad de la luz. Su resultado, 299.792 ± 3 km/s, fue sustancialmente mayor que el de la secuencia predominante de mediciones ópticas que había comenzado a principios del siglo XX, y Essen tuvo que soportar algunas críticas feroces y comentarios escépticos. Incluso el director del NPL, Sir Charles Galton Darwin, a pesar de apoyar el trabajo, observó que Essen obtendría el "resultado correcto" una vez que hubiera perfeccionado la técnica. Además, W.W. Hansen de la Universidad Stanford había utilizado una técnica similar y obtenido una medición que era más consistente con el conocimiento convencional (obtenido por medios ópticos). Sin embargo, una combinación de la terquedad de Essen, su iconoclasia y su creencia en su propia habilidad para la medición (y un poco de ayuda con los cálculos de Alan Turing) condujo a que refinara su aparato para repetir la medición en 1950, estableciendo un resultado de 299.792,5 ± 1 km/segundo. Este fue el valor adoptado por la 12.ª Asamblea General de la Unión de Científicos de Radio en 1957. La mayoría de las mediciones posteriores han sido consistentes con este valor. En 1983, la 17.ª Conferencia General de Pesas y Medidas adoptó el valor estándar de 299.792,458 km/s para la velocidad de la luz.

## Relojes atómicos

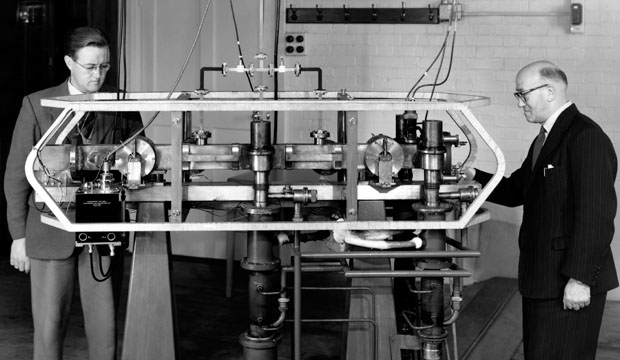
Louis Essen (derecha) y Jack Parry junto al primer reloj atómico de cesio-133 del mundo

Essen obtuvo su doctorados en 1941 y 1948 por la Universidad de Londres antes de interesarse en la posibilidad de utilizar la frecuencia del espectro atómico para mejorar la medición del tiempo. La viabilidad de medir el tiempo utilizando cesio como referencia atómica había sido demostrada por el Instituto Nacional de Estándares y Tecnología estadounidense. En 1955, desarrolló, en colaboración con Jack Parry, el primer reloj atómico práctico al integrar el patrón atómico de cesio con osciladores de cristal de cuarzo convencionales para permitir la calibración de los sistemas de medición del tiempo existentes.

## Patrones de tiempo
Este trabajo llevó a Essen a defender el espectro de cesio como patrón de la hora internacional estándar. La molécula de amoníaco ya había sido propuesta como tal, pero Essen estaba convencido de que el cesio demostraría ser más estable. Sin embargo, la reunión de la Unión Astronómica Internacional en Roma celebrada en 1952 había adoptado la escala de efemérides a propuesta de Gerald Clemence, que definía la unidad de tiempo en términos del movimiento de la Tierra alrededor del Sol. El segundo de efemérides, basado en una fracción del año tropical derivada de la expresión de Simon Newcomb para el movimiento solar medio, se convirtió en un estándar en 1960, pero en 1967, en la 13.ª Conferencia General de Pesos y Medidas, el segundo se redefinió en términos de un valor para el segundo de efemérides que había sido medido con precisión por Essen en colaboración con William Markowitz del Observatorio Naval de los Estados Unidos en términos de la frecuencia de una línea elegida del espectro del cesio.

## Últimos años
Essen pasó toda su vida laboral en el Laboratorio Nacional de Física. En 1971 publicó La teoría especial de la relatividad: un análisis crítico, cuestionando a teoría de la relatividad especial, lo que aparentemente no fue bien recibido por sus empleadores.
Essen dijo en 1978:
Nadie ha intentado refutar mis argumentos, pero me advirtieron que si persistía en ellos, probablemente arruinaría mis perspectivas profesionales.
Se jubiló en 1972 y murió en la localidad de Great Bookham, Surrey, en 1997.

## Reconocimientos
- Medalla de oro A.S. Popov de la Academia de Ciencias de la Unión Soviética (1959)[5]
- Orden del Imperio Británico (1959)
- Miembro de la Royal Society (1960)[1]
- Premio Rabi del Instituto de Ingenieros Eléctricos y Electrónicos (1987)[6]